# Палестін (Арканзас)
Палестін (англ. Palestine) — місто (англ. city) в США, в окрузі Сент-Френсіс штату Арканзас. Населення — 506 осіб (2020).

## Географія
Палестін розташований на висоті 64 метри над рівнем моря за координатами 34°58′2″ пн. ш. 90°54′13″ зх. д. / 34.96722° пн. ш. 90.90361° зх. д. (34.967343, -90.903698).  За даними Бюро перепису населення США в 2010 році місто мало площу 8,10 км², з яких 8,04 км² — суходіл та 0,06 км² — водойми.

## Демографія
Згідно з переписом 2010 року, у місті мешкала 681 особа в 278 домогосподарствах у складі 184 родин. Густота населення становила 84 особи/км².  Було 308 помешкань (38/км²). 
Расовий склад населення:
| - 78,9 % — білих - 18,9 % — чорних або афроамериканців - 0,6 % — корінних американців - 0,1 % — азіатів |

До двох чи більше рас належало 1,5 %. Іспаномовні складали 0,4 % від усіх жителів.
За віковим діапазоном населення розподілялося таким чином: 25,4 % — особи молодші 18 років, 57,3 % — особи у віці 18—64 років, 17,3 % — особи у віці 65 років та старші. Медіана віку мешканця становила 37,3 року. На 100 осіб жіночої статі у місті припадало 86,6 чоловіків;  на 100 жінок у віці від 18 років та старших — 80,8 чоловіків також старших 18 років.
Середній дохід на одне домашнє господарство  становив 42 505 доларів США (медіана — 35 648), а середній дохід на одну сім'ю — 46 845 доларів (медіана — 36 146). Медіана доходів становила 32 656 доларів для чоловіків та 22 273 долари для жінок. За межею бідності перебувало 15,5 % осіб, у тому числі 23,9 % дітей у віці до 18 років та 14,9 % осіб у віці 65 років та старших.
Цивільне працевлаштоване населення становило 269 осіб. Основні галузі зайнятості: роздрібна торгівля — 18,6 %, освіта, охорона здоров'я та соціальна допомога — 14,1 %, виробництво — 13,0 %.
За даними перепису населення 2000 року в Палестіні проживали 741 особа, 209 сімей, налічувалося 299 домашніх господарств і 321 житловий будинок. Середня густота населення становила близько 88,2 осіб на один квадратний кілометр. Расовий склад міста за даними перепису розподілився таким чином: 85,96 % білих, 13,23 % — чорних або афроамериканців, 0,67 % — представників змішаних рас, 0,13 % — інших народів. Іспаномовні склали 0,27 % від усіх жителів міста.
З 299 домашніх господарств в 33,4 % — виховували дітей віком до 18 років, 52,2 % представляли собою подружні пари, які спільно проживали, в 15,1 % сімей жінки проживали без чоловіків, 30,1 % не мали сімей. 27,1 % від загального числа сімей на момент перепису жили самостійно, при цьому 15,4 % склали самотні літні люди у віці 65 років та старше. Середній розмір домашнього господарства склав 2,48 особи, а середній розмір родини — 3,01 особи.
Населення міста за віковим діапазоном за даними перепису 2000 року розподілилося таким чином: 26,7 % — жителі молодше 18 років, 9,6 % — між 18 і 24 роками, 26,2 % — від 25 до 44 років, 23,3 % — від 45 до 64 років і 14,2 % — у віці 65 років та старше. Середній вік мешканця склав 36 років. На кожні 100 жінок в місті припадало 81,6 чоловіків, при цьому на кожні сто жінок 18 років та старше припадав 81 чоловік також старше 18 років.
Середній дохід на одне домашнє господарство в місті склав 24 904 долара США, а середній дохід на одну сім'ю — 36 023 долара. При цьому чоловіки мали середній дохід в 28 661 долар США на рік проти 18 816 доларів середньорічного доходу у жінок. Дохід на душу населення в місті склав 14 462 долари на рік. 16,7 % від усього числа сімей в окрузі і 17,2 % від усієї чисельності населення перебувало на момент перепису населення за межею бідності, при цьому 17,5 % з них були молодші 18 років і 19 % — у віці 65 років та старше.